# Dorlastan
Dorlastan je elastické vlákno, které vyrábí od roku 1964 japonská firma Asahi Kasai.

## Výroba vlákna
Dorlastan se vyrábí suchým zvlákňováním. Základní roztok obsahuje vysoce molekulární polyester, resp. polyether a jako ředidlo se používá dimethylacetamid (DMAC). Jednotlivá vlákna, vytvořená po průchodu roztoku tryskou se spojují ještě ve viskózním stavu nepravým zákrutem, takže se ze zvlákňovacího zařízení odvádí téměř monofilament s jemností 17-1280 dtex.
Vedle dorlastanu patří k elastickým vláknům např. Spandex®, Lycra®, Creora® aj.
V roce 1997 se uváděla světová roční produkce dorlastanu s 9000 tunami, novější údaje o rozsahu výroby ani o podílu na celkové výrobě elastanů (330 000 tun v roce 2009) nejsou veřejně známé.

## Fyzikální vlastnosti vláken
Hustota 1,1-1,3 g/cm³, tažná pevnost do 12 cN/tex, roztažnost do 550 %.
Výrobky z dorlastanu nežmolkují, dobře udržují tvar, nenabíjí se statickou elektřinou, odolnost proti škodlivým účinkům světla má být vyšší než u konkurenčních výrobků.

## Zpracování příze z dorlastanu
- Tkaniny se dají vyrábět jen z kombinovaných elastických přízí, tj. z dolastanových filamentů s povrchem chráněným vlákenným materiálem (např. polyesterem nebo polyamidem) odolným proti oděru. Běžné výrobky obsahují 2-5 % dorlastanu, elastické niti se zanáší do tkaniny napnuté až k mezi roztažnosti, kde po zatkání sráží.[7]
- Do velké části pletenin se může přidávat „holý“ dorlastan, protože příze je zde méně namáhána v oděru. Váhový podíl dorlastanu může dosáhnout až 40 % a to jak v osnovních[8], tak i v zátažných pleteninách[9] nebo v punčochových výrobcích.[10]
- V netkaných textiliích určených pro hygienické potřeby se používají některé speciální typy dorlastanu.[11]

## Použití plošných textilií
Strečové tkaniny na svrchní oděvy, prýmky, elastické pásy
Pletené svrchní a sportovní oděvy, punčochové zboží, bezešvé pleteniny
Netkané textilie na pleny a hygienické vložky